# Jean-Jacques Ferrara
Pour les articles homonymes, voir Ferrara.
Jean-Jacques Ferrara, né le 16 juin 1967 à Marseille, est un homme politique français, membre des Républicains, ancien député de Corse-du-Sud.

## Biographie
Membre des Républicains, Jean-Jacques Ferrara est député de la première circonscription de la Corse-du-Sud, de 2017 à 2022. Élu à la suite de Laurent Marcangeli, maire d'Ajaccio, duquel il est le suppléant, il ne se représente pas à sa réélection à la députation et se voit remplacé par son prédécesseur. Il est anciennement conseiller municipal d'Ajaccio et président de la communauté d'agglomération du Pays ajaccien de 2015 à 2017.